# Liomyrmex reneae
Liomyrmex reneae är en myrart som beskrevs av Horace Donisthorpe 1948. Liomyrmex reneae ingår i släktet Liomyrmex och familjen myror. Inga underarter finns listade i Catalogue of Life.